# Powell Clayton
Powell Clayton (Bethel Township, 1833. augusztus 7. – Washington, 1914. augusztus 25.) az Amerikai Egyesült Államok szenátora (Arkansas, 1871–1877).